# Oberhoffen-lès-Wissembourg
Oberhoffen-lès-Wissembourg település Franciaországban, Bas-Rhin megyében. Lakosainak száma 312 fő (2022. január 1.). Oberhoffen-lès-Wissembourg Cleebourg, Rott, Steinseltz és Wissembourg községekkel határos.

## Népesség
A település népességének változása:
| Lakosok száma | 327  | 339  | 337  | 324  | 317  | 318  | 315  | 316  | 312  |
|               | 2013 | 2015 | 2016 | 2017 | 2018 | 2019 | 2020 | 2021 | 2022 |